# Жаров, Евгений Евгеньевич
Евгений Евгеньевич Жаров (род. 29 ноября 1971, Воркута, Коми АССР) — российский игрок в мини-футбол, футзал, тренер.

## Биография
Начал заниматься футболом в клубе «Смена» Воркута.
Играл за мини-футбольные клубы «Смена» Воркута (1991—1993), «Заря» Новгород (1993—1996), «Феникс» Челябинск (1996—1998), «ТТГ-Ява» Югорск (1998—2000), «Политех» СПб (2000—2002), «Каспий» Махачкала (2002—2003).
В футзале играл за команды «шахта Комсомольская» Воркута (1991—1993), «Динамо» Москва (2003—2004), «Волхов» (с 2004, играющий тренер).
В первенстве КФК-ЛФЛ выступал за команды «Шахтёр» Воркута (1993), «Новгород» (1997), «Волхов» (2010).
Окончил РГАФК (1991—1996).
Тренер команд первенства Новгородской области по мини-футболу «НовГУ», «Деловой Партнёр», «Новтуринвест», ЖФК «НовГУ».

## Достижения
- Четырёхкратный чемпион Великого Новгорода по мини-футболу.
- Обладатель Кубка России по футзалу 2009
- Чемпион России по футзалу 2009/10
- Обладатель Суперкубка России по футзалу (2010)
- Чемпион Европы по футзалу 2010
- Бронзовый призёр Кубка УЕФС 2010, лучший нападающий[4]